# De ángeles y demás demonios (álbum)
Con su tercer álbum, De Ángeles y Demás Demonios, Campo de Almas entrega un disco que es tanto un rugido de furia como un susurro de melancolía, consolidándose como una de las bandas más viscerales y auténticas del rock alternativo peruano. Producido por tercera vez consecutiva por Luis “Wicho” García (Mar de Copas) y lanzado bajo Oz.Grabaciones, este trabajo grabado en el estudio Circo Beat de Fito Páez en Argentina es un punto de inflexión para Esteban Gayoso (guitarra), Benjamín Gayoso (bajo), Gabriel Sotillo (voz) y Álvaro Fernández (batería). Es un disco de transición, agresivo, transgresor y profundamente romántico, que marca el inicio de un cambio musical que definirá el futuro de la banda. Trágicamente, su impacto se vio limitado por una difusión casi nula, consolidando a Campo de Almas como un grupo de culto que brilla en las sombras.
Desde el primer acorde de “Sobre Ruedas”, el álbum establece un tono audaz: riffs crudos y un ritmo galopante que muestran a una banda desatada, lista para desafiar las convenciones. La voz de Esteban Gayoso, más desgarrada que nunca, canaliza una rabia que recuerda a los días más oscuros de Londres en el 77, mientras el resto de la banda tejen una muralla sonora que es tan contundente como melódica. “Esquizo", cantada a duo con Ciro Pertusi, de Ataque 77 y “El Diablo” son pura adrenalina, con letras que destilan frustración y rebeldía, y una energía punk que convierte a estos temas en los más agresivos de la discografía de la banda. Aquí, Campo de Almas no pide permiso: exige ser escuchado.
Pero el verdadero genio de De Ángeles y Demás Demonios radica en su dualidad. Junto a la furia, el álbum ofrece algunos de los momentos más románticos y lentos de la banda. “El secreto” es una balada hipnótica que combina la delicadeza de un arpegio con la intensidad emocional de Sotillo, evocando a los mejores momentos de un blues sucio como de Stooges o New York Dolls . “Después de la Lluvia”, compuesto por Benjamín Gayoso, es una joya introspectiva que captura el alma de una tarde gris con una sensibilidad que corta el aliento. “Sombra de un Adiós”, firmado por Sotillo, cierra el disco con una melancolía devastadora, demostrando que Campo de Almas puede ser tan tierno como feroz.
La producción de Wicho García es impecable, logrando un equilibrio perfecto entre la crudeza de los temas agresivos y la sutileza de los más melódicos. Grabado en el prestigioso Circo Beat, el sonido es robusto y cristalino, dando espacio para que cada instrumento —desde los solos incendiarios de Esteban hasta los redobles dinámicos de Fernández— brille con personalidad. Las letras, en su mayoría de Esteban Gayoso, son un punto álgido: transgresoras, poéticas y cargadas de imágenes que oscilan entre lo divino y lo demoníaco, como en “La Iglesia Abandonada” y “Revolución”.
Sin embargo, De Ángeles y Demás Demonios fue víctima de un destino cruel. A pesar de ser, sin duda, el mejor trabajo de Campo de Almas hasta ese momento —y posiblemente su obra cumbre—, el álbum enfrentó problemas insalvables de difusión. Las radios peruanas, atrapadas en una burbuja de pop comercial, ignoraron cada sencillo, y MTV, que alguna vez impulsó a la banda con videos de sus discos anteriores, cambió su señal y dejó de priorizar el rock alternativo, dejando a los videoclips de “Ya No Es Igual”, “Oscura Niña”, “El Secreto” e “Incomprensión” sin la exposición que merecían. Estos obstáculos, lejos de opacar el brillo del disco, reforzaron el estatus de Campo de Almas como banda de culto, adorada por una legión fiel que encuentra en su música un refugio para las almas inquietas.
De Ángeles y Demás Demonios es un disco de transición que marca el comienzo de una nueva etapa para Campo de Almas, una donde la banda empieza a explorar sonidos más oscuros y experimentales que se consolidarían en trabajos posteriores. Es un álbum que lo tiene todo: la agresividad de “Esquizo”, la ternura oscura de “Ecos de la Noche”, y la audacia de “Revolución”. Es un testimonio de una banda en su apogeo creativo, que, a pesar de las adversidades, entrega un trabajo honesto. Campo de Almas no necesita la validación de las masas: este disco es para los que entienden que la verdadera revolución ocurre en el corazón.
Canciones clave: “Incomprensión”, “Oscura Niña”, “Sombra de un Adiós”
De ángeles y demás demonios es el tercer disco de la banda de rock Campo de Almas lanzado en 2004.
Se editaron 4 videoclips especialmente para you tube, una emergente alternativa de internet en el 2005.

## Lista de canciones
1. Sobre Ruedas (E. Gayoso)
2. Ya no es igual (B. Gayoso)
3. Incomprensión (E. Gayoso)
4. El diablo (E. Gayoso)
5. Oscura niña (E. Gayoso)
6. Después de la lluvia (B. Gayoso)
7. Esquizo (E. Gayoso)
8. El Secreto (E. Gayoso)
9. Ecos de la noche (E. Gayoso)
10. La iglesia abandonada (E. Gayoso)
11. Sombra de un adiós (G. Sotillo)
12. Revolución (E.Gayoso)

Personal
Alvaro Fernádez : Batería
Benjamín Gayoso : Bajo, coros
Esteban Gayoso : Guitarra, coros / voz principal en Sobre ruedas
Gabriel Sotillo : Voz
Músicos Invitados
Ciro Pertusi : Voz
Ricardo "Gafas" Maril : Organo Hammond